# یواس‌اس تورانس (ای‌کی‌ای-۷۶)
یواس‌اس تورانس (ای‌کی‌ای-۷۶) (به انگلیسی: USS Torrance (AKA-76)) یک کشتی بود که طول آن ۴۵۹ فوت ۲ اینچ (۱۳۹٫۹۵ متر) بود. این کشتی در سال ۱۹۴۴ ساخته شد.